# Anne Nurmi
Pour les articles homonymes, voir Nurmi (homonymie).
 (décembre 2019).
Si vous disposez d'ouvrages ou d'articles de référence ou si vous connaissez des sites web de qualité traitant du thème abordé ici, merci de compléter l'article en donnant les références utiles à sa vérifiabilité et en les liant à la section « Notes et références ».
Anne Maarjana Nurmi, née le 22 août 1968 à Tampere en Finlande, est une chanteuse et claviériste finlandaise, membre du groupe de metal gothique Lacrimosa. Elle vit actuellement en Suisse.

## Biographie
L'enfance d'Anne Nurmi était déjà rythmée par la musique. Elle chanta notamment dans des chorales d'église tout en apprenant les bases du piano.
En 1987, Anne et son ami, le chanteur Jyrki Witch, décident de créer un groupe qu'ils baptisent Noidat (« sorcière » en finnois). Ils enregistrèrent leurs premières démos sur un vinyle, Cat's Eyes / Pimeyden Jousi.
En 1989, le groupe est rejoint par Nauku et Toby. Le groupe change de nom et devient Two Witches (en), et commence à écrire les paroles des chansons en anglais. Peu de temps après, ils entament une tournée européenne intitulée The Witches are Burning Tour et jouent en Finlande, en Allemagne et au Danemark. En décembre, ils jouent en tête d'affiche du Mayor Gothic Festival.
En 1993, leur premier album, The Vampire Kiss, se vend sous le label Cleopatra Records. Sort également en octobre de cette année Phaeriemagick, album qui relança une nouvelle tournée, The Phaeriemagick Tour.
Plus tard cette année, Two Witches est invité à jouer en première partie du groupe allemand Lacrimosa, pendant le Satura Tour. Anne Nurmi accepte alors la proposition de Tilo Wolff, musicien allemand, de rejoindre son projet en tant que claviériste pour sa tournée.
À la fin de la tournée, Tilo Wolff est tellement fasciné par le travail d'Anne, qu'il l'invite à devenir un membre permanent du groupe. Ils enregistrent alors un single, Schakal, puis en 1995, l'album Inferno.
Anne déclara : « C'est difficile de quitter Two Witches, car j'ai contribué à former ce groupe, mais je suis sûre que ma place est dans Lacrimosa. »
Depuis, sa carrière est centrée sur le groupe, elle réalise ses propres chansons, et apporte une touche de charisme et de sensualité. 